# Normanby, Redcar and Cleveland
Normanby är en ort i distriktet Redcar and Cleveland, i grevskapet North Yorkshire, i England. Ward hade 6 609 invånare år 2021. Normanby var en civil parish från 1866 till 1915 då den blev en del av Eston. Civil parish hade 14 977 invånare år 1911.